# Hexurella
Hexurella es un género de arañas migalomorfas de la familia Mecicobothriidae. Se encuentra en Estados Unidos en California y Arizona y en México en el norte de Baja California.

## Lista de especies
Según The World Spider Catalog 11.5:
- Hexurella apachea Gertsch & Platnick, 1979
- Hexurella encina Gertsch & Platnick, 1979
- Hexurella pinea Gertsch & Platnick, 1979
- Hexurella rupicola Gertsch & Platnick, 1979